# Lipotriches ceratina
Lipotriches ceratina är en biart som först beskrevs av Smith 1857.  Lipotriches ceratina ingår i släktet Lipotriches och familjen vägbin. Inga underarter finns listade i Catalogue of Life.